# Salmenikon
Le château de Salmenikon (en grec moderne : Κάστρο του Σαλμενίκου) ou château d'Orgia est une forteresse construite au pied du massif de Panachaïkó, dans la municipalité moderne d'Egialée, en Achaïe. Elle est notamment connue pour avoir été le dernier réduit de la résistance byzantine lors de la conquête ottomane de la Morée en 1460, puisque le château ne tombe qu'en 1461.

## Histoire
Le château est bâti une première fois par des seigneurs locaux de la principauté d'Achaïe, entre 1280 et 1310. Avec le temps, une ville se développe autour du fort. Le site est naturellement bien protégé, au sommet d'une colline en-dessous de laquelle coule la rivière Foinikas. Sur ce versant particulièrement abrupt, aucune muraille n'est nécessaire. 
En 1460, le sultan Mehmed II envahit le Péloponnèse pour conquérir définitivement le despotat de Morée. Si l'ensemble des forteresses se rendent en quelques mois, sans grande résistance, Salmenikon est la dernière place-forte à résister, sous le commandement de Graitzas Paléologue. Pendant une année, elle résiste au siège ottoman et aux canons déployés par le sultan. Finalement, il faut l'intervention des janissaires, qui coupent l'approvisionnement en eau du fort, pour le pousser à la reddition. Selon la tradition populaire, les assiégés auraient jetés suspendus trois éponges du haut des remparts pour collecter de l'eau avant que les janissaires ne coupent les cordes. Les 6 000 habitants sont réduits en esclavage tandis que 900 enfants sont choisis pour le devchirmé. 
Néanmoins, Graitzas et plusieurs défenseurs tiennent encore la citadelle. Ils posent comme condition de leur reddition d'obtenir un sauf-conduit. Si Mehmed accepte, il quitte rapidement les lieux et son lieutenant, un certain Hamouzas, est chargé de superviser la prise du château. Toutefois, il ne respecte pas l'accord passé et arrête le premier soldat sortant des murailles. Informé, Mehmed II le remplace par Zaganos Pacha mais celui-ci poursuit malgré tout le siège. Graitzas tente une sortie et parvient à percer les lignes et à trouver refuge dans la forteresse vénitienne de Lépante. La chute de Salmenikon signe la soumission complète de la Morée byzantine, à l'exception des colonies vénitiennes. 
Les vestiges du château et de la ville attenante sont toujours visibles. 

## Sources
- (en) Alexios Panagopoulos, Historic Dictionary of the Municipality of Rio, Achaia Prefecture, Peri Technon, Patras, 2003 (ISBN 960-8260-32-9)